# مقاطعة شاهين شهر وميمة
مقاطعة شاهين شهر وميمه (بالفارسية: شهرستان شاهین‌شهر و میمه) هي إحدى مقاطعات محافظة أصفهان في إيران. حسب تعداد 2006، بلغ عدد السكان 182,394 نسمة في 49,364 عائلة.